# Горлов Сергій Сергійович
Сергій Сергійович Горлов (рос. Сергей Сергеевич Горлов; 9 лютого 1986, м. Москва, СРСР) — російський хокеїст, нападник. Виступає за «Титан» (Клин) у Вищій хокейній лізі.
Вихованець хокейної школи «Русь» (Москва). Виступав за «Зауралля» (Курган), ХК «Брянськ», Прогрес (Глазов).